# Cory Witherill
Cory Witherill, né le 17 décembre 1971 à Los Angeles en Californie, est un pilote automobile américain d'ethnie navajo. 
Cory Witherill est devenu en mai 2001 le premier pilote amérindien (et le seul à ce jour) à participer aux 500 miles d'Indianapolis. Qualifié sur la dernière ligne, il a rallié l'arrivée à la 19e place. Il a par la suite régulièrement participé au championnat Infiniti Pro Series.